# Tsutsuia elegans
Tsutsuia elegans là một loài bọ cánh cứng trong họ Cerambycidae.